# كم تاي يون
كيم تاي يون معروفة بأسم تايون (بالهانغول: 김태연؛ بالإنجليزية: Kim Taeyeon بالهانجا: 金泰 耎؛ مواليد 9 مارس 1989) هي مغنية كورية، ومقدمة، ومذيعة راديو، وراقصة، وممثلة، وعارضة أزياء، وقائدة فرقة سنسد.

## السيرة الذاتية
ولدت تايون في جونجو بكوريا الجنوبية يوم 9 مارس 1989. وتدربت على الغناء والرقص. تم اكتشافها في عام 2004 في مسابقة شركة إس إم إنترتينمنت لأفضل مغنية حيث فازت بالمركز الأول. في 2007 أصبحت قائدة لفرقة جيل الفتيات. هي خريجة عام 2008 من مدرسة ثانوية جونجو للفنون.

## المسيرة المهنية

### مهنتها كمغنية

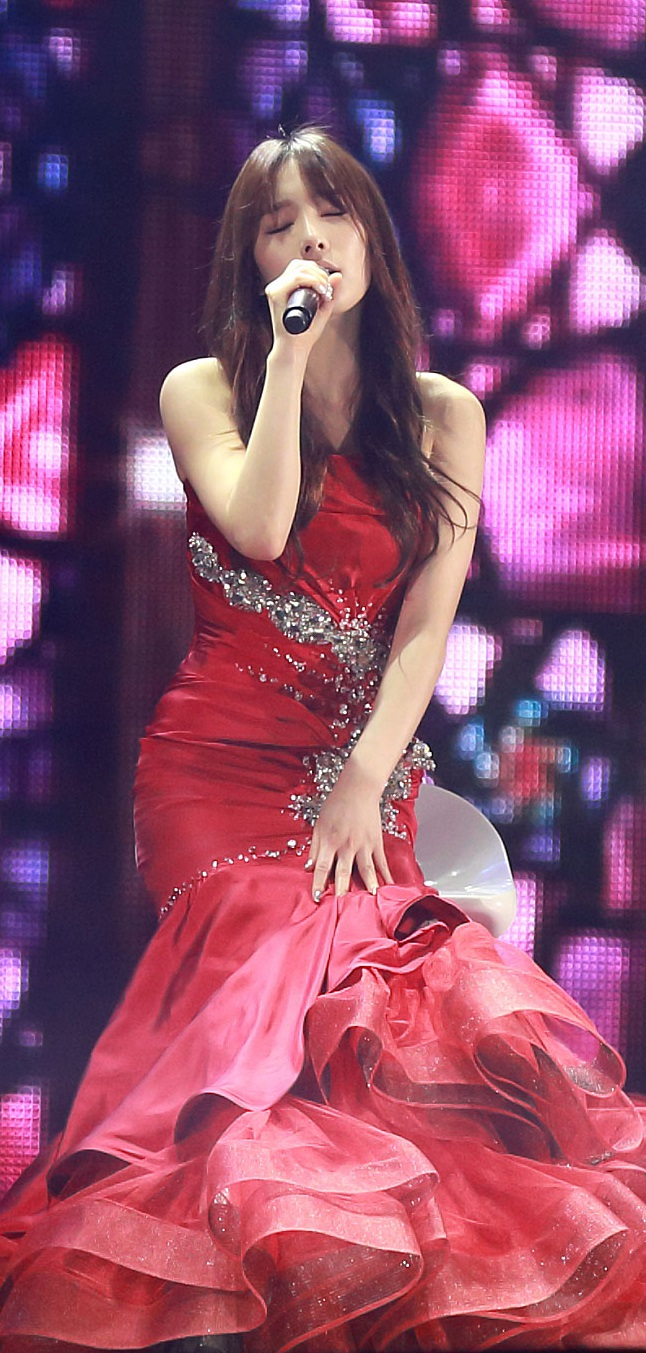
تايون تغني في "أسبوع إس إم" في ديسمبر 2013

بدأت مسيرتها بالغناء بعد أن ترسمت مع فرقة غيرلز جينيريشن في 2007 وتعتبر تايون صوت كوريا الرئيسية وأفضل الأصوات النسائية في كوريا الجنوبية وثامن أفضل صوت عالميا بسبب خامة صوتها الفريدة ونوتاتها العالية ثم أصدرت “إس إم تاون” الفرقة الفرعية من جيل الفتيات والتي تعرف بـ«تايتيسيو» بألبوم “توينكل”، وتاي يون هي إحدى فتيات هذه الفرقة المؤلفة من ثلاث عضوات بجانبها “تيفاني والماكني “سوهيون“. تم الإفراج عن الألبوم على آي تيونز في التاسع والعشرين من شهر أبريل عام 2012.. أما بالنسبة للـMV فقد تم الإفراج عنه في الثلاثين من أبريل.

### مهنتها كمغنية منفردة

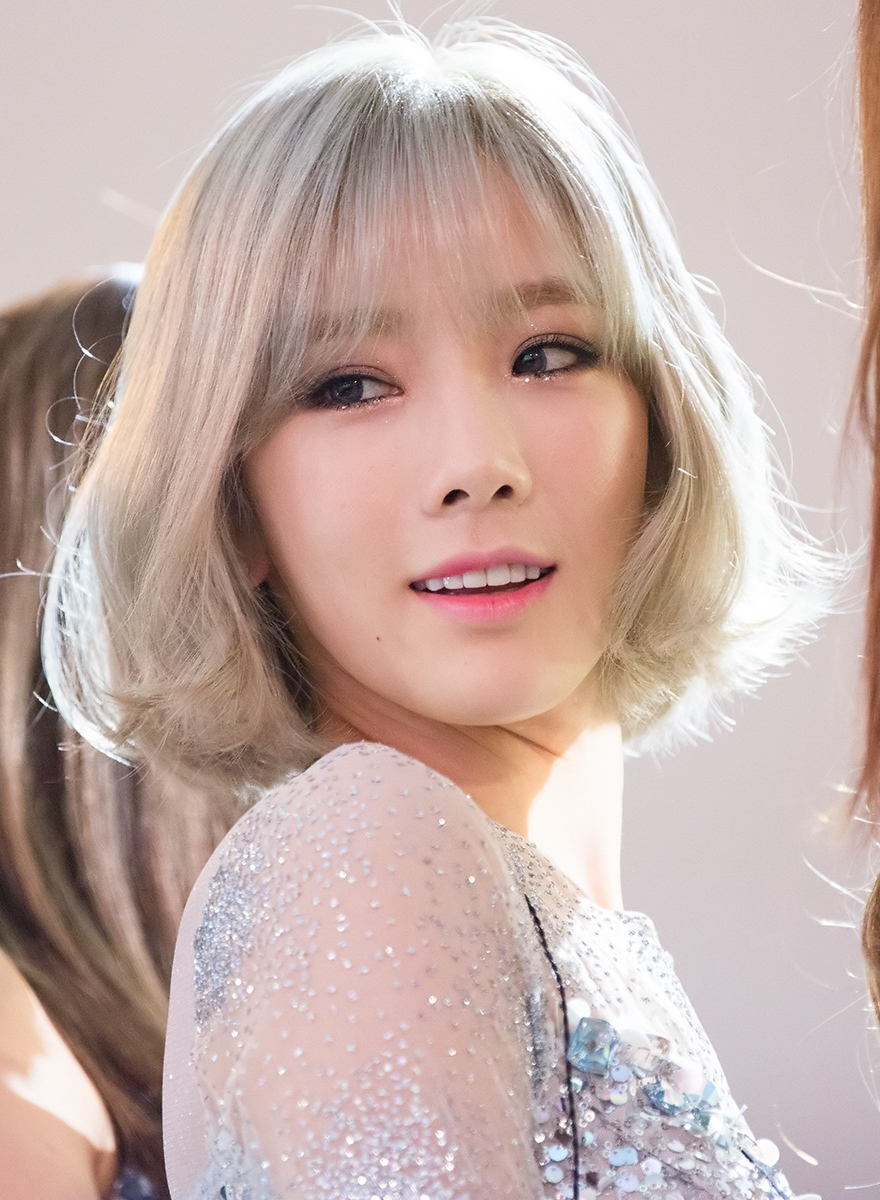
تايون في "أيقونة ستايل آسيا" في 2016

ساهمت تاي يون في غناء أغنية كمغنية منفردة وهي ”Manyageh” لقناة “كي بي أس 2“ لدراما: Hong Gil Dong
و بدأت انطلاقتها المنفردة من خلال إصدارها لألبومها المنفرد الأول I بالإضافة إلى الفيديو كليب الخاص بأغنيتها الرئيسية
أغنية “أنا” تمت بالتعاون مع المغني فيربال جينت (Verbal Jint) وقد تم تصوير الفيديو كليب في دولة نيوزيلندا. وتتحدث كلمات الأغنية عن تقدير العالم الذي نعيش فيه والعثور على مكاننا فيه. وفي عام 2016 يونيو 28 أصدرت تايون ألبومها المصغر الثاني بعنوان Why.وبعد إصدارها العديد من الألبومات المصغرة والأغاني المنفردة قررت تايون إصدار أول ألبوم إستديو كامل لها بعنوان «صوتي» بتاريخ 28 فبراير 2017 يضم الألبوم 13 أغنية مع فيديو كليب لأغنيتها الرئيسية بعنوان Fine. في 12 ديسمبر 2017 أصدرت تايون ثالث ألبوم مصغر لها بعنوان «هذا الكريسماس: الشتاء قادم» الألبوم تصدر المركز الثاني في مخطط غاون للموسيقى، وتصدرت الأغنية المنفردة للألبوم «هذا الكريسماس» في المركز الثاني على مخطط غاون الرقمي، تايون أقامت حفل موسيقي خاص بها بعنوان «سحر الكريسماس» لمدة ثلاثة أيام للترويج للألبوم.

### مسيرتها في التمثيل
في 7/5/2010 كان لها أول ظهور بالتلفاز بالتمثيل في (شمس منتصف الليل) كبطلة، الذي يعتمد على الرواية اليابانية (Taiyō no uta).. بواسطة (ايا دينكاوا). الدور أو الرواية كانت تتمحور حول الفتاة كاورو أماني ذات ال17 عاما، التي تعاني بسبب مرض (كسيروديراما بيجمينتوسم)، الذي يحظرها من الخروج وقت النهار. وكانت تحتفظ بآمالها أو بمواهبها بكتابة الأغاني والغناء كل ليلة في محطة قطار. تاي يون قدر لها دورها من خلال نشر عروضها بالصحف. وعلاوة على ذلك، تعلمت كاورو (تاي يون) عزف الجيتار لعرضها الموسيقي.
تاي يون وزميلتها بالفرقة “سوهيون” قمن بعمل دبلجة لصوت شخصيات في رسوم متحركة “انميشن” (D3) بعنوان (أنا الحقير) حيث قامت تاي يون بلعب دور (مارجو) بينما لعبت سوهيون دور شقيقة مارجو الصغرى (Edith).

### البرامج التلفزيونية
تاي يون شاركت ببرنامج واقعي وهو برنامج ”لقد تزوجنا” حيث يتم اختيار مشاهير ويتم تصوير البرنامج على انهم زوجين.. وقد كانت تاي يون آنذاك زوجة الكوميدي (Jeong Hyeong-don). وتم الإعلان عن هذا الخبر في السابع من يناير عام 2009 حيث سبب ضجة كبيرة لمستخدمي الإنترنت بسبب أن فارق السن بينهما 11 عاماً.
تاي يون كانت أيضا مقدمة للبرنامج الحواري الكوري ”SeungSeungJangGu” لقناة “كي بي أس” إلى جانب العديد من المقدمين منهم (ويوونغ عضو تو بي أم، Choi Hwajung ،Kim Shinyoung، وKim Seungwoo)..
شاركت تاي يون مؤخراَ كمقدمة للبرنامج الموسيقي “ميوزك كور” إلى جانب عضوتين من فرقتها وهما تيفاني وسوهيون في الحادي عشر من فبراير عام 2012. في الثاني عشر من فبراير عام 2012 كانت مقدمة لحفل توزيع جوائز "Gaon Chart K-Pop" إلى جانب (Joo Younghoon)، بالإضافة إلى تقديم حفل "Korean Music Wave" والذي عقد في بانكوك بتاريخ 7 أبريل عام 2012 بجانب زميلتها بالفرقة تيفاني وعضو 2 بي أم “نيكون”، خلال استضافة حفل توزيع جوائز "Gaon Chart K-Pop" تاي يون أصيبت بإصبع قدمها حيث تم قطع ظفرها وبهذا لم تستطع استلام الجائزة مع عضوات الفرقة الأخريات.

### الراديو
عملت تاي يون كـDJ لراديو ”أم بي سي” (Good Friend Radio) أو (Chin Chin Radio) والذي شاركت في تقديمه مع “كانغ إن” عضو سوبر جونيور. والذي ترك العمل بالراديو في 19 أبريل عام 2009. تلقت تاي يون بهذا العمل أسماء مستعارة متعددة ومنها:”DJ Taengoo”. توقفت تاي يون عن هذا العمل في 26 أبريل 2010 ولم تعد له ثانيةً.

## ديسكوغرافيا

### ألبومات كاملة
- صوتي (2017)[بحاجة لمصدر]
- هدف (2019)[بحاجة لمصدر]

### ألبومات مصغرة
- أنا (2015)[بحاجة لمصدر]
- لماذا (2016)[بحاجة لمصدر]
- هذا الكريسماس: الشتاء قادم (2017)[بحاجة لمصدر]
- شيء جديد (2018)[بحاجة لمصدر]
- بماذا علي مناداتك؟ (2020)[بحاجة لمصدر]

### البومات يابانية مصغرة
- صوت (2019)[بحاجة لمصدر]
- GirlsSpkOut (2020)[بحاجة لمصدر]

## جولات موسيقية في كوريا
- قبلة الفراشة (2016)[9]
- سحر الكريسماس (2017)[بحاجة لمصدر]

## جولات موسيقية في آسيا
بيرسونا (2017)
s... Taeyeon Concert (2018–2019)'[بحاجة لمصدر]
The Unseen (2020)[بحاجة لمصدر]

## جولات موسيقية في اليابان
جولة شوكيس اليابان (2018)
(2019)~Signal~[بحاجة لمصدر]

## شاركت في جولة
- SMTOWN Live Culture Humanity (2021)[بحاجة لمصدر]

## جوائز
| السنة | الجوائز                                                             | ملاحظات                                | نتيجة |
| ----- | ------------------------------------------------------------------- | -------------------------------------- | ----- |
| 2004  | 8th Annual Best Contest                                             | Best Singer 1st Place & Grand Award    | فوز   |
| 2008  | سيوورلد ‏ Song of the Month: February                                | "If"                                   | فوز   |
| 2008  | 2008 Mnet Music Award – Best OST                                    | "If"                                   | رُشِّح   |
| 2008  | 2nd Mnet 20's Choice Awards                                         | Hot DJ                                 | فوز   |
| 2008  | 23rd جوائز القرص الذهبي                                             | Yepp Popularity Award for "Deullinayo" | فوز   |
| 2009  | Program Production                                                  | "Good Friend Radio (ChinChin)"         | فوز   |
| 2009  | 2009 MBC Drama Awards [Radio Newcomer Award]                        | "Good Friend Radio (ChinChin)"         | فوز   |
| 2010  | 16th Republic of Korea Entertainment Arts Awards                    | Female Radio Award                     | فوز   |
| 2010  | Yahoo Buzz! Award's Top Buzz Star:Female Category                   | نفسها                                  | رُشِّح   |
| 2011  | The 5th Musical Awards                                              | Best Newcomer                          | رُشِّح   |
| 2011  | 2011 Mnet Music Award – Best OST                                    | "I Love You"                           | رُشِّح   |
| 2011  | 2011 Mnet Music Award – Song of the Year                            | "I Love You"                           | رُشِّح   |
| 2011  | 2011 MelOn Music Awards – Best OST                                  | "I Love You"                           | رُشِّح   |
| 2012  | جوائز سيول الدولية للدراما- أفضل أغنية دراما                        | أغنية "Missing You Like Crazy"         | فوز   |
| 2012  | Mnet Asian Music Awards أفضل أو أس تي                               | أغنية "Missing You Like Crazy"         | رُشِّح   |
| 2013  | جوائز سيول الدولية للدراما-أفضل أغنية دراما                         | أغنية Closer                           | رُشِّح   |
| 2013  | جوائز سيول الدولية للدراما-أفضل أغنية دراما                         | أغنية "And One"                        | رُشِّح   |
| 2014  | Seoul International Youth Film Festival أفضل أو أس تي من مغنية أنثى | أغنية "Love, That One Word"            | فوز   |
| 2015  | جوائز مخطط غاون للموسيقى - أغنية السنة                              | "أغنية أنا"                            | فوز   |
| 2015  | Mnet Asian Music Award - فنانة السنة                                | —                                      | رُشِّح   |
| 2015  | Mnet Asian Music Award - أفضل فنانة أنثى                            | —                                      | فوز   |
| 2015  | Mnet Asian Music Award- أغنية السنة                                 | " أغنية أنا                            | رُشِّح   |
| 2015  | Mnet Asian Music Award - أفضل أداء صوتي                             | " أغنية أنا                            | رُشِّح   |
| 2015  | جوائز سيول الدولية للدراما أفضل أو أس تي لدراما كورية               | —                                      | فوز   |
| 2016  | Song of the Year – Gaon Chart Music Awards                          | اغنية "انا"                            | فوز   |
| 2016  | Album of the Year – Gaon Chart Music Awards                         | \                                      | رشح   |
| 2016  | Disc Bonsang - Golden Disc Awards                                   | \                                      | رشح   |
| 2016  | Digital Bonsang - Golden Disc Awards                                | اغنية "انا"                            | فوز   |
| 2017  | Korean Music Awards - Best Pop Album                                | البوم "صوتي"                           | رشح   |

## وصلات خارجية
- كم تاي يون على موقع IMDb (الإنجليزية)
- كم تاي يون على موقع ميوزك برينز (الإنجليزية)
- كم تاي يون على موقع أول ميوزيك (الإنجليزية)
- كم تاي يون على موقع ديسكوغز (الإنجليزية)
- كم تاي يون على موقع قاعدة بيانات الفيلم (الإنجليزية)